# Giacomo Bambini
Giacomo Bambini noto anche come Jacopo Bambini (Ferrara, 1582 – Ferrara, 1629) è stato un pittore italiano del barocco, attivo principalmente a Ferrara.

## Biografia
Allievo di Domenico Mona, insieme a Giulio Cromer fondò un'accademia di pittori a Ferrara. Dipinse tre pale d'altare per la cattedrale: una Fuga in Egitto, un'Annunciazione e una Conversione di San Paolo. Un dipinto commissionato dai Gesuiti, riproducente San Luigi Gonzaga, è ora collocato nella Chiesa di Sant'Orsola di Mantova.
Morì a Ferrara. Un resoconto delle sue altre opere si trova in Future e Scolture di Ferrara di Barotti.